# Denis Llorca
 (février 2024).
Si vous disposez d'ouvrages ou d'articles de référence ou si vous connaissez des sites web de qualité traitant du thème abordé ici, merci de compléter l'article en donnant les références utiles à sa vérifiabilité et en les liant à la section « Notes et références ».
Pour les articles homonymes, voir Llorca (homonymie).
Denis Llorca, né le 16 juillet 1949 à Boulogne-Billancourt et mort le 15 février 2024 à Rai dans l'Orne, est un comédien et metteur en scène de théâtre français.

## Biographie
Denis Llorca est le fils du comédien Serge Lhorca et de la comédienne Geneviève Rhuis.
Formé au Conservatoire national supérieur d'art dramatique (promotion de 1969), Denis Llorca dirige le Centre théâtral de Franche-Comté à Besançon de 1982 à 1990, puis met en scène des opéras et se consacre aussi au Festival d'Alba-la-Romaine.
Il est le père de la comédienne Sara Llorca et de David Llorca paysagiste, nés de son union avec la comédienne Catherine Rétoré, de la comédienne Odja Llorca née de son union avec la comédienne Anne Alvaro, et de Juan Llorca également comédien né de son union avec la comédienne Mireille Delcroix.

## Comédien
- 1969 : Roméo et Juliette de William Shakespeare, Théâtre de l'Ouest parisien
- 1970 : Tête d'or de Paul Claudel
- 1971 : Tête d'or de Paul Claudel, Théâtre du Huitième Lyon, Comédie de Caen, Théâtre du Vieux-Colombier, Théâtre de Nice
- 1971 : La Bande à Bonnot de Henri-François Rey, mise en scène Pierre Vielhescaze, Théâtre de l'Ouest parisien
- 1972 : La Mort des fantômes de Bernard Dabry, Théâtre de l'Ouest parisien
- 1972 : Henri IV de William Shakespeare, Festival national de Bellac
- 1972 : Le Cid de Corneille, Théâtre de la Ville
- 1973 : Falstaff d'après William Shakespeare, Théâtre de l'Ouest parisien
- 1974 : Falstaff d'après William Shakespeare, Théâtre de Nice
- 1974 : Les Mille et Une Nuits de Cyrano de Bergerac, Le Voyage sur la lune de Cyrano de Bergerac de Denis Llorca, Théâtre de l'Île
- 1975 : Hamlet de William Shakespeare, Tréteaux du Midi : Festival de la Cité Carcassonne, Festival de Marsillargues, Festival de la Mer Sète, Théâtre de la Plaine
- 1976 : Hamlet de William Shakespeare, Tréteaux du Midi : tournée
- 1976 : Les Mille et Une Nuits de Cyrano de Bergerac, Le Voyage sur la lune de Cyrano de Bergerac de Denis Llorca, Théâtre Sorano Toulouse
- 1976 : Lorenzaccio d'Alfred de Musset, mise en scène Pierre Vielhescaze, Tréteaux de France
- 1977 : Romeo et Juliette de William Shakespeare, Festival de la Cité Carcassonne Tréteaux de France
- 1978 : Romeo et Juliette de William Shakespeare, Les Tréteaux du Midi : Théâtre Daniel Sorano Vincennes
- 1979 : La Résistible Ascension d'Arturo Ui de Bertolt Brecht, mise en scène Jacques Échantillon, Tréteaux du Midi tournée
- 1979 : S.T. de Federico García Lorca, mise en scène Antoine Bourseiller, Théâtre Montparnasse
- 1982 : Les Possédés de Fiodor Dostoïevski, Centre théâtral de Franche-Comté, Festival d'Avignon, Nouveau théâtre de Nice, C.D.N. de Lyon
- 1988 : Kings ou Adieu à Shakespeare d'après William Shakespeare, Centre théâtral de Franche-Comté
- 1996 : L'École des femmes de Molière, mise en scène Daniel Benoin, Comédie de Saint-Étienne, Nouveau théâtre d'Angers
- 2007 : Roméo et Juliette de William Shakespeare, Théâtre du Nord-Ouest
- 2009 : Roméo et Juliette de William Shakespeare, mise en scène Vincent Poirier

## Metteur en scène
- 1969 : Roméo et Juliette de William Shakespeare, Théâtre de l'Ouest parisien
- 1970 : Tête d'or de Paul Claudel, Théâtre du Huitième Lyon
- 1971 : La Nuit des rois de William Shakespeare, Festival du Marais Hôtel d'Aumont, 1972 : Théâtre de l'Ouest parisien
- 1971 : Torquemada de Victor Hugo, Théâtre du Midi : Festival de la Cité Carcassonne, Festival de Marsillargues, Festival de Collioure, Festival de la mer Sète
- 1972 : La Mort des fantômes de Bernard Dabry, Théâtre de l'Ouest parisien
- 1972 : Henri IV de William Shakespeare, Festival de Bellac
- 1972 : Le Cid de Corneille, Théâtre de la Ville
- 1973 : Phèdre d'après Racine et Hippolyte d'Euripide, Carré Thorigny
- 1973 : Falstaff de William Shakespeare, Théâtre de l'Ouest parisien
- 1974 : Les Mille et Une Nuits de Cyrano de Bergerac, Le Voyage sur la lune de Cyrano de Bergerac de Denis Llorca, Théâtre de l'Île
- 1975 : Hamlet de William Shakespeare, Tréteaux du Midi : Festival de la Cité Carcassonne, Festival de Marsillargues, Festival de la Mer Sète, Théâtre de la Plaine
- 1975 : Quatorze juillet de Serge Ganzl, Tréteaux de France
- 1976 : Les Mille et Une Nuits de Cyrano de Bergerac, Le Voyage sur la lune de Cyrano de Bergerac de Denis Llorca, Théâtre Sorano Toulouse
- 1976 : Les Crucifixions de Saint-Barthélemy de Claude Prin, Théâtre de la Ville
- 1977 : Hier dans la nuit de Zelda "art drama-danse" de Denis Llorca, mise en scène avec Serge Keuten, Théâtre de la Plaine
- 1977 : Guerre au troisième étage de Pavel Kohout, Théâtre national de l'Odéon
- 1977 : Romeo et Juliette de William Shakespeare, Les Tréteaux du Midi : Festival de la Cité Carcassonne
- 1979 : Kings ou Adieu à Shakespeare d'après William Shakespeare, Maison des arts et de la culture de Créteil
- 1979 : Les Mandibules de Louis Calaferte, Maison de la culture André Malraux Reims
- 1979 : Lettre aux aveugles à l'usage de ceux qui voient de Denis Diderot, Festival International de Lyon Théâtre des Célestins
- 1980 : Oh les beaux jours de Samuel Beckett, Yerres
- 1982 : Falstaff de Giuseppe Verdi, Opéra national de Lyon
- 1982 : Les Possédés de Fiodor Dostoïevski, Centre théâtral de Franche-Comté, Festival d'Avignon, Nouveau théâtre de Nice, Théâtre du Huitième à Lyon
- 1984 : Cyrano de Bergerac d'Edmond Rostand, Centre théâtral de Franche-Comté Théâtre municipal de Lons-le-Saunier
- 1984 : Le Sacre de la naissance d'après Saint-John Perse, Sophocle, Centre théâtral de Franche-Comté
- 1985 : Ruy Blas de Victor Hugo, Centre théâtral de Franche-Comté
- 1985 : Le Cid de Corneille, Centre théâtral de Franche-Comté
- 1986 : Quatre saisons pour les Chevaliers de la Table Ronde d'après Molière, William Shakespeare, Chrétien de Troyes, Centre théâtral de Franche-Comté
- 1988 : Kings ou Adieu à Shakespeare d'après William Shakespeare, Centre théâtral de Franche-Comté
- 1988 : Cosi fan tutte de Mozart, Festival d'Aix-en-Provence
- 1995 : Le Songe d'une nuit d'été de William Shakespeare, Centre dramatique de La Courneuve
- 1998 : Roméo et Juliette de William Shakespeare
- 1999 : Les Misérables d'après Victor Hugo, aux arènes de Lutèce Paris
- 2007 : Roméo et Juliette de William Shakespeare,  Théâtre du Nord-Ouest

## Télévision
- 1978 : Messieurs les jurés : L'Affaire Montigny d'André Michel